# Jeff Morrison
Pour les articles homonymes, voir Morrison.
Jeff Morrison est un joueur de tennis américain, professionnel de 1998 à 2006, né le 4 février 1979 à Huntington. Son meilleur classement ATP en simple reste une 85e place atteinte en juillet 2002. En double, il a atteint une finale ATP et atteint le 81e rang mondial.

## Palmarès

### Finale perdue en double (1)
| No | Date       | Nom et lieu du tournoi      | Catégorie   | Dotation  | Surface    | Vainqueurs                 | Partenaire | Score          |          |
| -- | ---------- | --------------------------- | ----------- | --------- | ---------- | -------------------------- | ---------- | -------------- | -------- |
| 1  | 30-12-2002 | AAPT Championships Adélaïde | Int' Series | 332 000 $ | Dur (ext.) | Jeff Coetzee Chris Haggard | Max Mirnyi | 2-6, 6-4, 7-67 | Parcours |

## Parcours dans les tournois duGrand Chelem

### En simple
| Année | Open d'Australie | Open d'Australie | Internationaux de France | Internationaux de France | Wimbledon       | Wimbledon   | US Open         | US Open       |
| ----- | ---------------- | ---------------- | ------------------------ | ------------------------ | --------------- | ----------- | --------------- | ------------- |
| 1999  | —                | —                | —                        | —                        | —               | —           | 1er tour (1/64) | I. Ljubičić   |
| 2000  | —                | —                | —                        | —                        | —               | —           | —               | —             |
| 2001  | —                | —                | —                        | —                        | —               | —           | —               | —             |
| 2002  | —                | —                | —                        | —                        | 3e tour (1/16)  | S. Schalken | 1er tour (1/64) | Y. El Aynaoui |
| 2003  | 1er tour (1/64)  | I. Kafelnikov    | —                        | —                        | —               | —           | 1er tour (1/64) | K. Carlsen    |
| 2004  | 2e tour (1/32)   | R. Federer       | —                        | —                        | —               | —           | 1er tour (1/64) | T. Ketola     |
| 2005  | —                | —                | 1er tour (1/64)          | T. Berdych               | 1er tour (1/64) | J. Björkman | —               | —             |
| 2006  | —                | —                | —                        | —                        | —               | —           | 1er tour (1/64) | B. Phau       |

N.B. : à droite du résultat se trouve le nom de l'ultime adversaire.

### En double mixte
| Année | Open d'Australie | Open d'Australie | Internationaux de France | Internationaux de France | Wimbledon | Wimbledon | US Open                    | US Open             |
| ----- | ---------------- | ---------------- | ------------------------ | ------------------------ | --------- | --------- | -------------------------- | ------------------- |
| 2005  | —                | —                | —                        | —                        | —         | —         | 1er tour (1/16) J. Craybas | C. Morariu M. Bryan |

N.B. : le nom du ou de la partenaire se trouve sous le résultat ; le nom des ultimes adversaires se trouve à droite.